# Kaliszer Woch
Kaliszer Woch (pol. Tydzień Kaliski) – żydowski tygodnik społeczny, polityczny i ekonomiczny wydawany w latach 1930–1939 w Kaliszu.